# Democrații războiului
Democrații războiului (în engleză War Democrats), în politica americană din anii 1860, erau membri ai Partidului Democrat care susțineau Uniunea și respingeau politicile Copperheads (sau Democrații Păcii). Democrații războiului cereau o politică mai agresivă față de Confederație și susțineau politicile președintelui republican Abraham Lincoln de la izbucnirea Războiului Civil American la câteva luni după victoria sa la alegerile prezidențiale din 1860.

## Ohio
La crucialele alegeri din statul Ohio din 1862, republicanii și democrații războiului au format un Partid Unionist⁠(d). Acesta a dus la victoria asupra democraților, conduși de copperheadul Clement Vallandigham. Cu toate acestea, alianța a cauzat probleme pentru candidatura senatorului republican radical Benjamin Wade. Democrații războiului se opuneau radicalismului lui Wade, iar Wade a refuzat să facă concesii punctului lor de vedere. El a fost reales de către legislativ cu un scor strâns.
În 1863, campania guvernamentală din Ohio a atras atenția națională. Republicanii din Ohio și democrații războiului erau nemulțumiți de conducerea guvernatorului David Tod al statului Ohio și s-au îndreptat către democratul războiului John Brough după ce acesta a ținut un discurs ferm pro-Uniune în orașul său natal Marietta, pe 10 iunie 1863. El a fost ales în funcția de guvernator pe o candidatură unionistă, parțial datorită sprijinului mai puternic pe care îl dădea el decât Tod direcției anti-sclavie pe care o lua efortul de război din Nord. Brough a telegrafiat Washingtonului că avea o marjă de 100.000 de voturi în fața lui Vallandigham. Președintele Lincoln i-a transmis lui Brough: „Slavă lui Dumnezeu din Ceruri. Ohio a salvat națiunea”.

## Campania prezidențială din 1864
Recunoscând importanța democraților războiului, Partidul Republican și-a schimbat numele pentru candidatura națională la alegerile prezidențiale din 1864, desfășurate în timpul Războiului Civil. Partidul Uniunii Naționale⁠(d) l-a nominalizat pe „fostul” președinte republican în exercițiu, Lincoln, pentru președinție și pe fostul democrat al războiului Andrew Johnson pentru postul de vicepreședinte. Drept urmare, mulți democrați ai războiului puteau susține politicile lui Lincoln pentru Războiul Civil evitând în același timp eticheta de „republican”. Un număr mare de dizidenți republicani menținuseră o entitate separată de Partidul Uniunii Naționale înainte de alegerile din 1864, dar ei și-au retras candidatura de teamă că divizarea voturilor ar permite democraților Copperhead și candidaturii lor orientată spre „pacea cu orice preț” să poată câștiga alegerile. Candidatura pentru Uniunea Națională a câștigat 42 din 54 de locuri disponibile în Senat și 149 din 193 de locuri disponibile în Camera Reprezentanților.

## 1865–1869
După asasinarea lui Lincoln din 1865, Johnson a devenit președinte. Politicile de reconstrucție ale lui Johnson au fost îngăduitoare în comparație cu cele ale republicanilor radicali. Această dispută a reprezentat conflictul cu care s-au confruntat mulți democrați ai războiului, prin faptul că ei susținuseră Uniunea, dar nu doreau să-i pedepsească prea aspru pe foștii confederați sau să protejeze cu fermitate drepturile foștilor sclavi. În 1868, înainte de primele alegeri prezidențiale de după Războiul Civil, președintele Johnson a candidat pentru nominalizarea prezidențială a Partidului Democrat. El a terminat însă pe locul al doilea în cele 22 de tururi de scrutin exprimate la Convenția Democrată și a pierdut nominalizarea în fața fostului guvernator al New Yorkului Horatio Seymour, un fost Copperhead.
Lincoln a numit alți democrați ai războiului în înalte funcții civile și militare. Unii s-au alăturat Partidului Republican, în timp ce alții au rămas democrați.

## Conducerea
Printre cei mai de seamă democrați ai războiului s-au numărat:
- Andrew Johnson, senator din Tennessee și guvernator militar al statului Tennessee,⁠(d) care a fost ales vicepreședinte în 1864 pe o candidatură alături de Lincoln și a devenit președinte după asasinarea lui Lincoln
- George Bancroft, istoric și scriitor de discurs prezidențial [5]
- John Brough⁠(d), guvernatorul statului Ohio
- Benjamin Butler⁠(d), congresman din Massachusetts și general al Uniunii
- John Cochrane⁠(d), congresman și general
- Reverdy Johnson⁠(d), senator din Maryland
- John Alexander McClernand⁠(d), general al Uniunii din Illinois
- John Adams Dix⁠(d), Secretarul Trezoreriei⁠(d) în cabinetul lui James Buchanan și general al Uniunii
- Stephen A. Douglas, senator de Illinois și candidat al Partidului Democrat din Nord la alegerile prezidențiale din 1860, care a murit la câteva săptămâni după război
- Joseph Holt⁠(d), secretarul de război al lui Buchanan și procurorul general militar al armatei sub Lincoln
- August Belmont⁠(d), președinte al Comitetului Național Democrat, 1860–1872
- Francis Kernan⁠(d), congresman din New York
- Michael Crawford Kerr⁠(d), al 32-lea speaker al Camerei Reprezentanților Statelor Unite,⁠(d) între 6 decembrie 1875 și 19 august 1876
- John A. Logan⁠(d), congresman din Illinois și general al Uniunii
- George B. McClellan, președinte de companie feroviară, general al Uniunii și candidat la președinție din partea democraților în 1864
- Joel Parker⁠(d), guvernatorul statului New Jersey
- Edwards Pierrepont⁠(d), numit în 1875 ca procuror general de către președintele Ulysses S. Grant
- William Rosecrans, a condus Uniunea la Chickamauga și i s-a propus să candideze alături de Lincoln ca democrat al războiului în 1864
- Daniel Sickles⁠(d), fost membru al Congresului New York care a condus Corpul III la Gettysburg
- David Tod, guvernatorul statului Ohio
- Edwin M. Stanton, procurorul general al lui Buchanan și secretar de război al lui Lincoln, care a trecut la Partidul Republican în 1862